# Премия Правительства Российской Федерации в области образования
Премия Правительства Российской Федерации в области образования — премия, учреждённая Правительством Российской Федерации 12 декабря 1995 года.
Премия вручается ежегодно на основании рекомендаций межведомственного совета, в который входят как представители академического сообщества, так и профильных госорганов. Лауреатам выплачивается денежное поощрение в размере 2 млн рублей.

## История
Последняя редакция премии учреждена постановлением Правительства РФ от 28 августа 2013 года N 744, вместе с 10 ежегодными премиями в области образования в размере 2 млн рублей каждая.
Постановлением Правительства Российской Федерации от 12 декабря 1995 г. N 1221 «Об учреждении премий Правительства Российской Федерации в области
образования» (Собрание законодательства Российской Федерации, 1995, N 51, ст. 5068).
Премия с 2004 года присуждалась за разработки, оказывающие эффективное влияние на развитие системы образования Российской Федерации; за разработку образовательных программ, создание высококачественных учебников и учебно-методических пособий для образовательных учреждений; и за педагогическое мастерство и высокие результаты профессиональной деятельности.
С 2013 года в целях развития образования, создания эффективных технологий обучения и совершенствования системы премирования.[уточнить]

## Документы

### Об учреждении премий
Постановление Правительства РФ от 12.12.1995 N 1221 (ред. от 26.08.2004) «Об учреждении премий Правительства Российской Федерации в области образования» (вместе с «Положением о премиях Правительства Российской Федерации в области образования», «Положением о Совете по присуждению премий Правительства Российской Федерации в области образования»)
Постановление Правительства Российской Федерации от 26 августа 2004 г. N 440 «О премиях Правительства Российской Федерации в области образования» (Собрание законодательства Российской Федерации, 2004, N 35, ст. 3645);
Постановление Правительства Российской Федерации от 30 декабря 2009 г. N 1133 «Об утверждении Положения о премиях Правительства Российской Федерации в области образования» (Собрание законодательства Российской Федерации, 2010, N 2, ст. 196).
Постановление Правительства РФ от 28 августа 2013 г. N 744 «О премиях Правительства Российской Федерации в области образования»; с изменениями и дополнениями от:
21 июня 2014 г., 30 декабря 2015 г., 11 октября 2018 г., 24 октября 2020 г.

### О присуждении премий
| Год  | Правовой акт Правительства Российской Федерации                 |
| ---- | --------------------------------------------------------------- |
| 1994 |                                                                 |
| 1995 |                                                                 |
| 1996 |                                                                 |
| 1997 |                                                                 |
| 1998 |                                                                 |
| 1999 |                                                                 |
| 2000 |                                                                 |
| 2001 |                                                                 |
| 2002 | Постановление Правительства РФ от 20 августа 2003 года № 508    |
| 2003 |                                                                 |
| 2004 |                                                                 |
| 2005 | Постановление Правительства РФ от 30 июля 2005 года № 470       |
| 2006 | Постановление Правительства РФ от 22 февраля 2007 года № 121-р  |
| 2007 | Постановление Правительства РФ от 2 августа 2007 года № 497     |
| 2008 | Постановление Правительства РФ от 24 декабря 2008 года № 983    |
| 2009 | Распоряжение Правительства РФ от от 28 августа 2009 г. № 1246-р |
| 2010 | Распоряжение Правительства РФ от 25 октября 2010 года № 1868-р  |
| 2011 | Распоряжение Правительства РФ от 3 ноября 2011 года № 1946-р    |
| 2012 | Распоряжение Правительства РФ от 15 ноября 2012 года № 2111-р   |
| 2013 | Распоряжение Правительства РФ от 12 ноября 2013 года № 2090-р   |
| 2014 | Распоряжение Правительства РФ от 31 июля 2014 года № 1438-р     |
| 2015 | Распоряжение Правительства РФ от 19 ноября 2015 года № 2353-р   |
| 2016 | Распоряжение Правительства РФ от 23 декабря 2016 года № 2790-р  |
| 2017 | Распоряжение Правительства РФ от 9 августа 2017 года № 1706-р   |
| 2018 | Распоряжение Правительства РФ от 5 декабря 2018 года № 2696-р   |
| 2019 | Распоряжение Правительства РФ от 31 августа 2019 года № 1944-р  |
| 2020 | Распоряжение Правительства РФ от 5 октября 2020 года № 2558-р   |
| 2021 | Распоряжение Правительства РФ от 24 сентября 2021 г. № 2655-р   |
| 2022 | Распоряжение Правительства РФ от 20.09.2022 № 2709-р            |
| 2023 | Распоряжение Правительства РФ от 15 сентября 2023 г. N 2484-р   |
| 2024 | Распоряжение Правительства РФ от 16 сентября 2024 г. № 2550-р   |